# Resident Evil: The Final Chapter
Resident Evil: The Final Chapter is een actie-horror sciencefictionfilm uit 2016 onder regie van Paul W.S. Anderson. Het is de zesde en laatste deel uit de filmreeks Resident Evil en gebaseerd op de gelijknamige computerspellen. De hoofdrol wordt vertolkt door Milla Jovovich. Met een brutowinst van $ 312 miljoen bracht de film het meest op uit de filmreeks.

## Verhaal
Het verhaal begint als Alice de enige overlevende is in Washington D.C. De mensheid lijkt bijna uitgestorven. Dan krijgt ze een berichtje uit onverwachte hoek, namelijk van de Red Queen van de Umbrella-organisatie. Die vraagt om terug te komen naar Raccoon City, waar de ellende allemaal begon. Daar is het laatste beetje anti T-virus nog aanwezig, waarmee ze de mensheid nog kan redden. Alice twijfelt over haar, maar gaat toch naar Raccoon City terug. Onderweg loopt ze in een hinderlaag door de opeens weer springlevende Dr. Isaacs.

## Rolverdeling
- Milla Jovovich - Alice / Alicia Marcus
- Iain Glen - Dr. Alexander Isaacs
- Ali Larter - Claire Redfield
- Shawn Roberts - Albert Wesker
- Eoin Macken - Doc
- Fraser James - Razor
- Ruby Rose - Abigail
- William Levy - Christian
- Rola - Cobalt
- Ever Anderson - jonge Alicia Marcus / Red Queen
- Mark Simpson - Dr. James Marcus
- Lee Joon-gi - commandant Chu